# Mistrovství světa v cyklokrosu 2015
Mistrovství světa v cyklokrosu 2015 se konalo v sobotu 31. ledna a v neděli 1. února 2015 v České republice ve městě Tábor, které po letech 2001 a 2010 hostilo mistrovství světa v cyklokrosu již potřetí.
Zajímavostí je, že v elitní kategorii mužů zvítězil Mathieu van der Poel před Woutem Van Aertem, kteří oba ještě mohli závodit v nižší kategorii mužů do 23 let, ale nechali se před šampionátem postaršit.

## Medailové pořadí zemí
| Pořadí | Země       | Zlato | Stříbro | Bronz | Celkem |
| 1      | Belgie     | 1     | 4       | 0     | 5      |
| 2      | Nizozemsko | 1     | 0       | 4     | 5      |
| 3      | Dánsko     | 1     | 0       | 0     | 1      |
| 3      | Francie    | 1     | 0       | 0     | 1      |
| Celkem | Celkem     | 4     | 4       | 4     | 12     |

## Junioři
(31. ledna 2015)
| Pos.             | Cyklista         | Čas       |
| ---------------- | ---------------- | --------- |
| Zlatá medaile    | Simon Andreassen | 0:42:24   |
| Stříbrná medaile | Eli Iserbyt      | + 0:00:40 |
| Bronzová medaile | Max Gulinkx      | + 0:00:41 |
| 33.              | Jaroslav Vojíř   | + 0:03:56 |
| 37.              | Martin Matějček  | + 0:04:12 |
| 45.              | Josef Jelínek    | + 0:04:34 |
| 49.              | Lukáš Kunt       | + 0:05:16 |
| 68.              | Jonáš Březina    | -         |

## Elite Ženy
(31. ledna 2015)
| Pos.             | Cyklista                  | Čas       |
| ---------------- | ------------------------- | --------- |
| Zlatá medaile    | Pauline Ferrand-Prévotová | 0:49:10   |
| Stříbrná medaile | Sanne Cant                | + 0:00:01 |
| Bronzová medaile | Marianne Vos              | + 0:00:15 |
| 5.               | Kateřina Nash             | + 0:00:36 |
| 16.              | Martina Mikulášková       | + 0:03:01 |
| 21.              | Pavla Havlíková           | + 0:03:19 |
| 36.              | Nikola Nosková            | + 0:05:48 |
| 43.              | Karla Štěpánová           | + 0:08:37 |

## Muži do 23 let
(1. února 2015)
| Pos.             | Cyklista               | Čas       |
| ---------------- | ---------------------- | --------- |
| Zlatá medaile    | Michael Vanthourenhout | 0:49:55   |
| Stříbrná medaile | Laurens Sweeck         | + 0:00:10 |
| Bronzová medaile | Stan Godrie            | + 0:00:14 |
| 7.               | Jakub Skála            | + 0:01:06 |
| 11.              | Vojtěch Nipl           | + 0:01:36 |
| 22.              | Adam Ťoupalík          | +0:02:38  |
| 35.              | Štěpán Schubert        | +0:05:04  |
| 37.              | Dominik Vrána          | +0:05:32  |

## Elite Muži
(1. února 2015)
| Pos.             | Cyklista             | Čas       |
| ---------------- | -------------------- | --------- |
| Zlatá medaile    | Mathieu van der Poel | 1:09:12   |
| Stříbrná medaile | Wout van Aert        | + 0:00:15 |
| Bronzová medaile | Lars Van Der Haar    | + 0:00:17 |
| 13.              | Michael Boroš        | + 0:03:19 |
| 18.              | Tomáš Paprstka       | + 0:03:38 |
| 18.              | Lubomír Petruš       | + 0:04:41 |
| 29.              | Matěj Lasák          | + 0:05:05 |
| 39.              | Radomír Šimůnek ml.  | -         |